# Katalin Lakiné
Katalin Lakiné (Debrecen, 2 de abril de 1948) é uma ex-handebolista húngara, medalhista olímpica.
Katalin Lakiné fez parte do elenco medalha de bronze, em Montreal 1976.